# Janolus comis
Janolus comis is een slakkensoort uit de familie van de Janolidae. De wetenschappelijke naam van de soort werd in 1955 gepubliceerd door Er. Marcus.